# Akcent (polská hudební skupina)

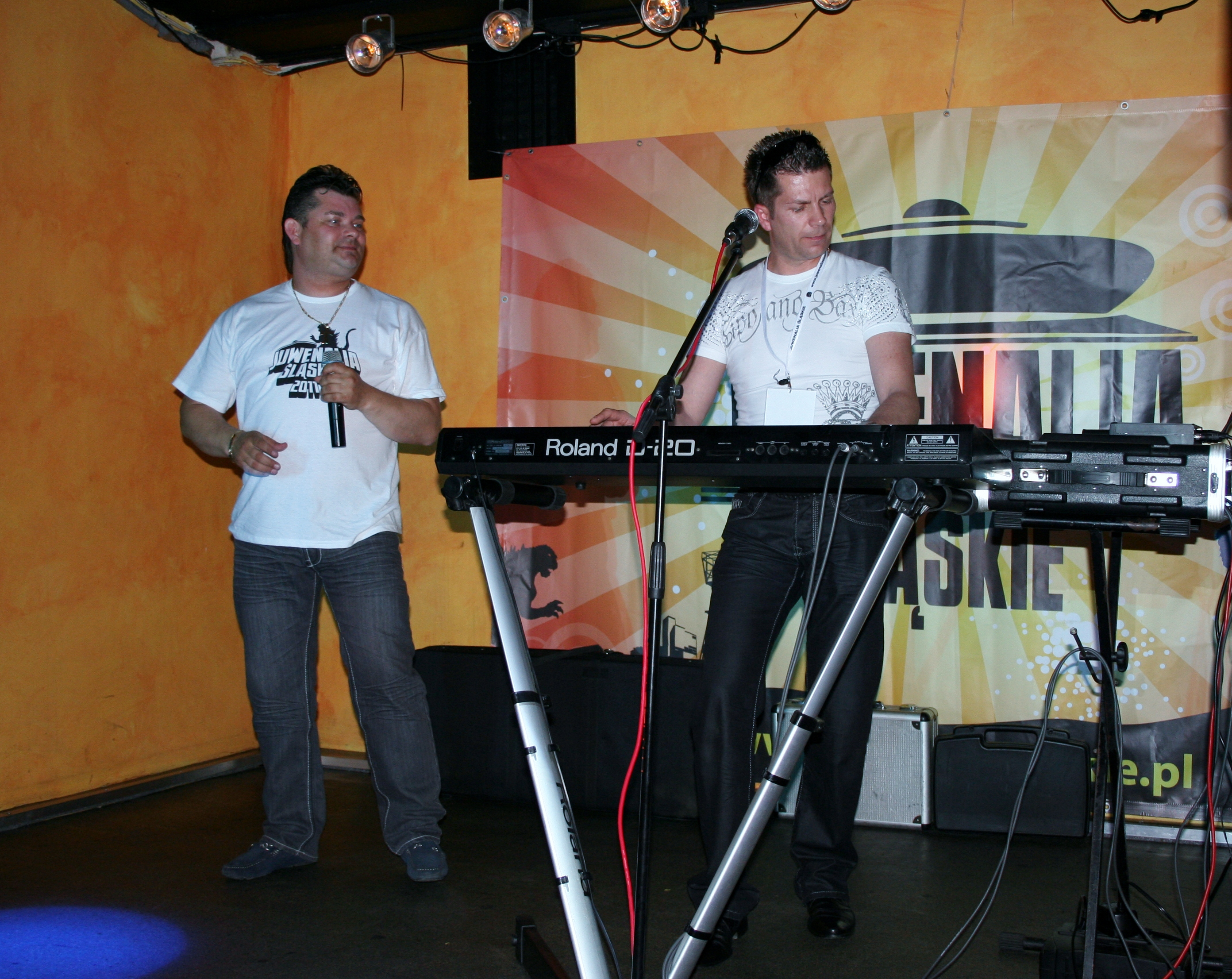
Zenon Martyniuk a Ryszard Warot

Akcent je polská hudební skupina, hrající populární taneční hudbu disco polo, hudební žánr pocházející z Polska. Skupina byla založena v Bielsku Podlaskim v roce 1989. Frontman skupiny je Zenon Martyniuk. Mezi největší hity kapely patří Chlopak z gitara, Przez twe oczy zielone a Przekorny los. V prvních 10 letech působil ve skupině Zenon Martyniuk a Mariusz Anikiej, kterého od roku 1999 nahradil Ryszard Warot.